# Ravello
Ravello község (comune) Olaszország Campania régiójában, Salerno megyében, az Amalfi-part egyik legjelentősebb települése. A 350 m magas Monte Torellóra települt Ravellót a 12–13. században virágoztatta fel a Rufolo család. Nekik köszönhető a székesegyház, valamint számos kisebb egyházi épület megépítése. A család egykori otthona, a Villa Rufolo ma Ravello leglátogatottabb látványossága. Kertjéből csodálatos kilátás nyílik a Salernói-öbölre. A sokáig elfeledett és szinte elnéptelenedett települést a 19. században fedezték fel ismét, festői szépségének köszönhetően. 1997-ben, a környező településekkel együtt, az UNESCO a világörökség részévé nyilvánította. Az évente megrendezett Wagner-fesztiválnak köszönhetően a Zene városa (Città della musica) jelzővel is illetik.

## Fekvése
Ravello a Sorrentói-félsziget délkeleti részén, a Salernói-öböl partján fekszik, egy 350 méter magas hegycsúcs, a Monte Torello tetején, amely a félszigetet átszelő Lattari-hegység egyik déli nyúlványa. A Monte Torello a Valle del Dragone (jelentése Sárkány-völgy) és Valle di Maiori (jelentése Maiori völgye vagy más néven Valle di Regina, azaz Királynő völgye) szurdokvölgyek közé ékelődik. Az előbbi Scalától, az utóbbi pedig Maioritól választja el.

### Éghajlata
Tipikus mediterrán éghajlata van enyhe telekkel és forró nyarakkal. A legtöbb csapadék novemberben és decemberben, valamint márciusban és áprilisban hullik. A ravellói meteorológiai állomás mérései alapján az éves átlagos hőmérséklet a következőképpen alakul:
| Hónap      | Jan  | Feb  | Már  | Ápr  | Máj  | Jún  | Júl  | Aug  | Sze  | Okt  | Nov  | Dec  |
| ---------- | ---- | ---- | ---- | ---- | ---- | ---- | ---- | ---- | ---- | ---- | ---- | ---- |
| Átl max °C | 10,4 | 11,1 | 13,7 | 17,3 | 21,2 | 25,8 | 28,3 | 28,4 | 24,7 | 20,0 | 15,1 | 12,1 |
| Átl min °C | 4,2  | 4,4  | 6,4  | 9,1  | 12,4 | 16   | 18,3 | 18,4 | 16,1 | 12,4 | 8,3  | 6,2  |
| Forrás:    |      |      |      |      |      |      |      |      |      |      |      |      |

## Története

### Alapítása

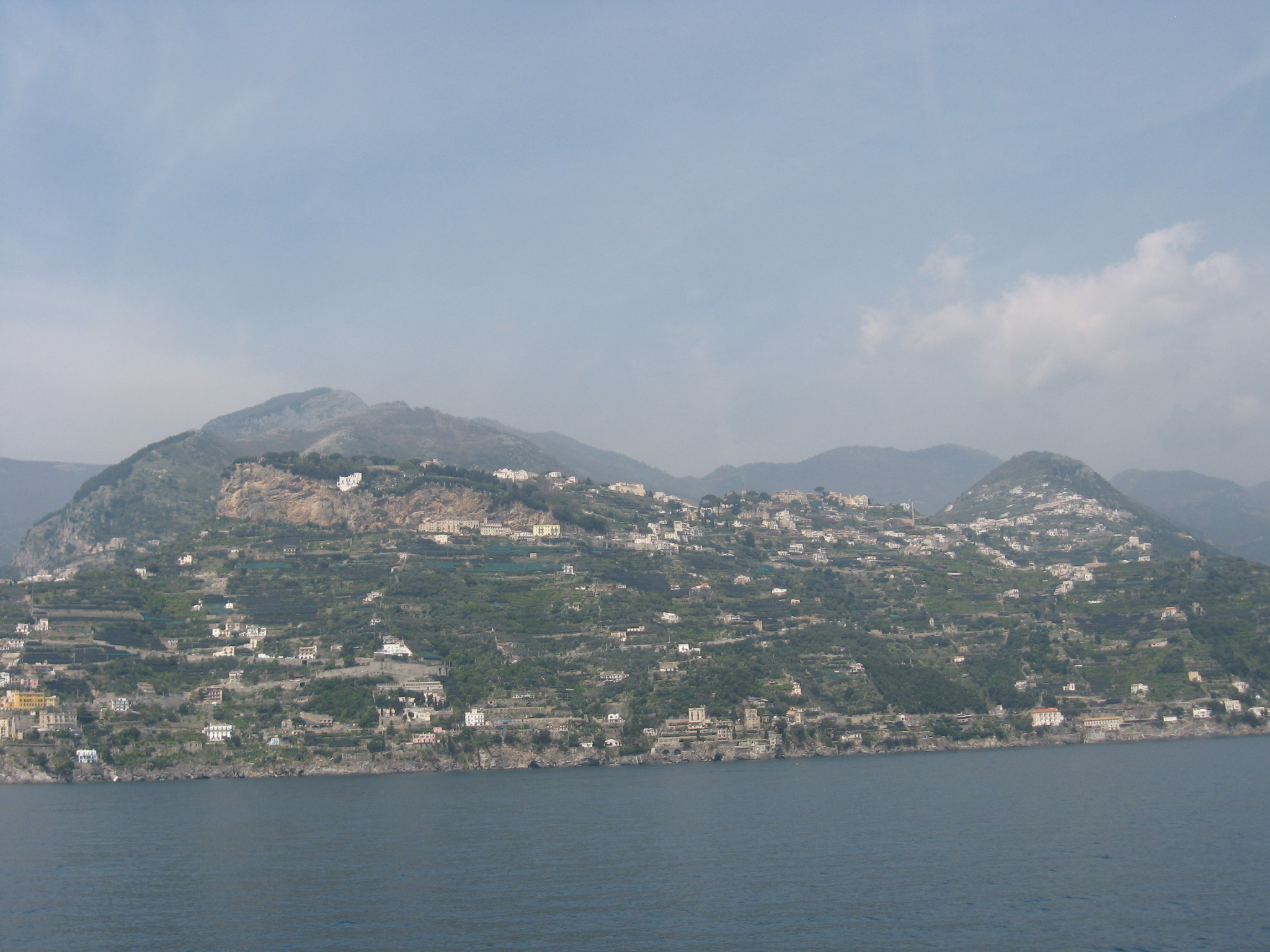
Ravello látképe a tengerről

A település története szoros kapcsolatban áll az Amalfi Köztársaságéval. Amalfi, Scala és Ravello története az évszázadok során összefonódott. Nagy Constantinus császár 337-ben bekövetkezett halála után, a legendák szerint ekkor egy maréknyi római patricius úgy döntött, hogy kivándorol Konstantinápolyba. Az ismeretlen latiumi kikötőből induló hajón voltak a Rufolók is, akik valószínűleg Publius Rutilius Rufus római konzul leszármazottjai. A hajó viharba keveredett és zátonyra futott Itália déli partjainál. Az utasok kénytelenek voltak feladni eredeti tervüket és úgy döntöttek, hogy letelepednek ezen a vidéken. Egy magaslatot kerestek, ahol könnyen megvédhették magukat a kalózok ellen. A városukat a mai Scala területén alapították meg. A történelmi adatok szerint Scalát 340-ben alapították, majdnem háromszáz esztendővel Amalfi alapítása után. A 8. századra az Amalfi-part legerősebb településévé maga Amalfi lépett elő, és ellenőrzése alá vonta többek között Scalát is. 1081-ben, miután az Amalfi Köztársaságot meghódították a normannok, a lakosság, kihasználva, hogy új urát, a normann Robert Guiscardot lefoglalták az I. Alexiosz bizánci császárral folytatott háborúk úgy döntött, hogy megpróbálja visszaszerezni függetlenségét. Ennek első lépéseként saját dózsét választottak, tulajdonképpeni ellendózsét a normannok által a köztársaság élére kinevezett dózséval szemben. Az elégedetlen lakosok úgy döntöttek, hogy saját dózséjuk vezetése alatt egy új várost alapítanak a közeli Monte Torellón, a Scalával szembeni szikla tetején. Az Amalfihoz hű lakosok az ellendózsét rebello-nak (jelentése lázadó) nevezték, és ez néhány évvel később átalakult Ravellóvá, ami egyben az új település neve is lett. Hűségükért cserébe a normannokkal nyíltan szembeszálló III. Viktor pápa püspöki székhellyé emelte. Ettől kezdve Ravello teljes mértékben függetlenné vált az Amalfi Köztársaságtól és a pápának lett közvetlenül alárendelve. 1086-ban a pápa érseki székhellyé emelte és ezáltal Scalával együtt (amelyet fennhatósága alá vont) a vidék legjelentősebb települése lett. Ravello, noha politikailag, gazdaságilag és hadászatilag a pápának  volt alárendelve, gazdaságilag mégis a szomszédos Amalfitól  függött, hiszen nem volt sem kikötője, sem pedig kiépített kereskedelmi útvonalai. 1135-ben, amikor a Pisai Köztársaság flottája megtámadta az Amalfi Köztársaságot, Ravellónak sikerült kitartania a normann felszabadító seregek érkezéséig. Két évvel később a pisaiak visszatértek és Amalfi mellett Ravellót is feldúlták.

### Ravello virágkora
A település virágkorát a 11–12. században élte, köszönhetően gyapotfeldolgozó műhelyeinek. Ekkor jelentős kereskedelmi kapcsolatot tartott fenn a Földközi-tenger keleti részének kikötővárosaival, valamint Szicíliával. Fénykorában közel 36 000 lakosa volt. A normannok a köztársaságot beolvasztották a II. Roger által alapított Szicíliai Királyságba. A normannok Bizánc-ellenes politikájának köszönhetően Ravello kereskedelmi jelentősége erősen meggyengült, hiszen a legfőbb forrást a helyi kereskedők számára a birodalom városaival való kereskedés jelentette. Clairvaux-i Szent Bernát a Nápolyi Királyság egyik legfontosabb és leggazdagabb városának nevezte. Ravellóról Giovanni Boccaccio is említést tett a Dekameronban:

| „           | Mindenek vélekedése szerint a Reggiótól Gaetáig húzódó tengerpart Itáliának leggyönyörűségesebb vidéke; e tengerpartot, Salerno tőszomszédságában, a lakosok Costa d'Amalfinak nevezik: teli apró városkákkal, kertekkel és szökőkutakkal és gazdag emberekkel, kikhez fogható ügyes kereskedők sehol sincsenek. Eme fent mondott városok között van egy Ravello nevezetű, melyben, mint ahogy ma is sok a gazdag ember, annak idején volt egy bizonyos Landolfo Ruffolo nevezetű dúsgazdag úr; ez nem érte be gazdagságával, hanem kívánta azt megkettőzni, miközben majdnem megesett vele, hogy mindenével együtt szinte életét is elvesztette. | ” |
| – Dekameron | |   |

### A Rufolo család

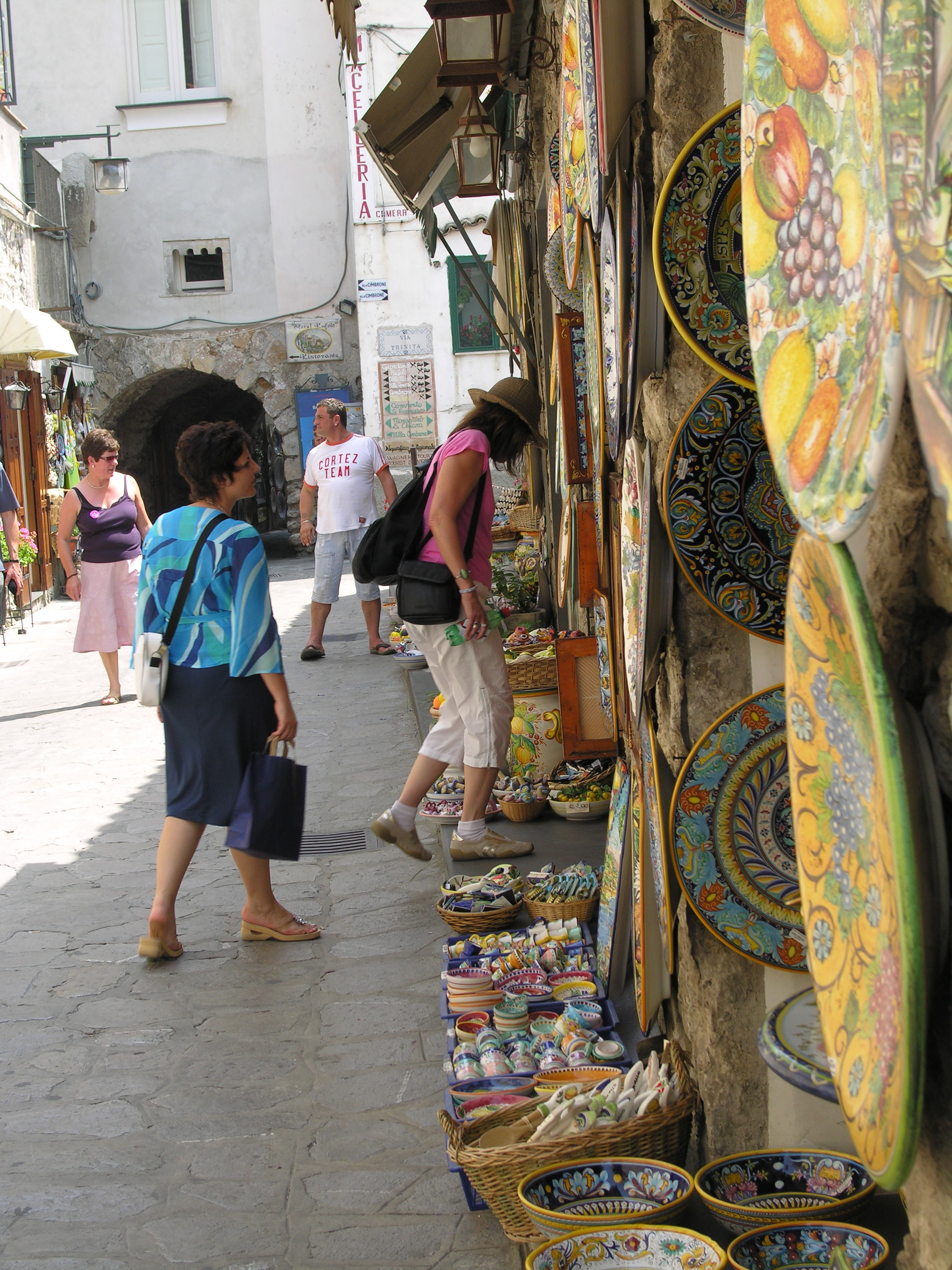
Ravellói utcarészlet

A település hanyatlását némiképp ellensúlyozta, hogy fekvésének köszönhetően számos nemesi család építtetett villát területén: a Rogadea, a Muscettola és a Confalone családok. A legjelentősebb a Rufolo család volt, amelynek tagjai Publius Rutilius Rufus római konzul utódainak tartották magukat. A 13. századra a Rufolo család lett a királyság egyik leggazdagabb nemesi családja, hatalmas birtokokkal Szicíliában és Pugliában. Elsősorban kereskedelemmel és hajózással, illetve pénzügyi üzletekkel foglalkoztak. Egy másik bizonyíték nélküli feltételezés szerint a Rufolo lovagok a normannokkal egyidejűleg érkeztek az Amalfi-partra. Az első írásos említése a családnak 1000-ből származik. Egy jegyzői dokumentumban olvasható: Iacobus presbiter scriba Ursonis Rufuli filius scripsi (fordításban: Írtam én, Iacobus pap, Ursónak, Rufulus fiának íródeákja). Egy későbbi, 1011-ből származó dokumentum már említést tesz Gutto Rufolóról, Leonis Rufolo fiáról, illetve Gutto Rufolóról, Orso Rufolo fiáról, akik közösen birtokoltak egy szőlőskertet Ravello keleti, Maiorira néző oldalán. A következő évtizedekben – a fennmaradt dokumentumok tanúsága szerint – a Rufolók egyre nagyobb területeket vettek birtokba, Minori is a fennhatóságuk alá került. A család elsősorban mezőgazdasággal foglalkozott, főleg borászattal, és csak később kezdtek el kereskedelemmel is foglalkozni. 1157-ben Giovanni Rufolót választották meg Ravello harmadik püspökének. Giovanni hosszú püspökségének ideje (1209) egybeesett a családi vagyon gyarapodásával és konszolidálódásával. Habár semmiféle írott dokumentum nem maradt fenn a püspök esetleges etikátlan vagyonszerzési módszereiről, valószínűsíthető, hogy a családi vagyont egyházi adományokból gyarapította. Ugyancsak Giovanni Rufolo szerzett meg a család számára négy gyapotfeldolgozó műhelyet Ravello központjában, amelyek a későbbiekben szintén hozzájárultak a családi vagyon gyors növekedéséhez. A Rufolók viszonylag későn emelkedtek ki a ravellói nemesi családok közül, viszont gyors felemelkedésük révén a többi család egyértelműen a háttérbe szorult. A Rogadeo család volt a San Giovanni del Toro-templom építtetője 1018-ban, a d’Afflittók építették a Sant’Eustachio in Pontone-templomot, a Castellomata család a San Michele Arcangelo-templomot. Rajtuk kívül jelentős építkezéseket pénzeltek még a Muscettola és Pironti családok is.
A Rufolók soha nem vettek részt aktívan a Szicíliai Királyság politikai életében. 1268-ra vagyonuk akkora méreteket öltött, hogy I. Károly szicíliai király a királyi kincstár bankáraivá nevezte ki őket. 1230 körül indult meg a ravellói nemesi családok vándorlása Apulia felé. A régió kereskedelmi jelentőségét akkor kezdték felismerni, hiszen kikötőiből rövidebb úton lehetett eljutni a Balkán-félsziget és a Földközi-tenger keleti medencéjének városaiba. Elsőként a Della Marra és a Rogadeo családok vándoroltak ki, letelepedve Barlettában illetve Bitontóban. A Rufolók is jelentős területekhez jutottak Giovinazzo környékén. Az itt termelt borból származó jövedelemből finanszírozta például Nicola Rufolo a ravellói székesegyház szószékének építését 1287-ben.
A Rufolók 1250-ben jutottak politikai hatalomhoz, amikor II. Frigyes alkalmazta Nicola Rufolót magister camerarius-nak (tárnokmester). Nicola hamarosan megszerezte Apuliában a magister procurator-i (udvari vagyonkezelő) címet is, majd 1253-ban a király fő pénzügyi tanácsadója (secretus) lett. Nicola Rufolót fiai követték ezekben a jelentős pozíciókban. A Rufolók ezen politikai szerepvállalása furcsának számított, hiszen a dél-itáliai lakosság, különösképpen az Amalfi-part lakói ellenségesen viszonyultak a Stauf-ház trónra kerüléséhez a királyságban. Az Anjouk trónra kerülésével és a királyság kettészakadásával (Nápolyi Királyság és Szicíliai Királyság), a Rufolóknak sikerült megőrizniük funkcióikat. Ez elsősorban I. Károly toleráns politikájának volt köszönhető, ugyanis megtűrte a regnicolikat (az előző rendszer szolgálatában álló tisztségviselőket). A 13. század végéig az ő kezükben összpontosult a királyság pénzügyi irányítása. A király olyan jelentős feladatokkal bízta meg őket, mint pénzverés vagy gabonabegyűjtés. Ebben az időszakban az Amalfi-part településeinek kereskedelme a szárazföldi útvonalakra összpontosult, ennek bizonyítéka az is, hogy a 13. század végi itáliai tengeri térképeken már nem szerepelnek mint kikötők. Ebben az időszakban Ravellóban virágzott az élet, köszönhetően a Rufolók bőkezűségének. A Rufolo család jelentős pénzösszeggel járult hozzá Ravello katedrálisának építéséhez is. Nicola Rufolo 1266–1289 között, I. Anjou Károly uralkodása idején építtette fel villáját Ravellóban, amelynek szépségéről a későbbiekben Giovanni Boccaccio is megemlékezett a Dekameronban.
1283 júniusában II. Károly nápolyi király egy királyságra kiterjedő akcióban korrupció és csalás vádjával elfogatta és börtönbe záratta Lorenzo Rufolót és fiát, Matteót, valamint számos rokonukat. Matteót később szabadon engedték, Lorenzót azonban kivégezték. Az ok feltehetően az volt, hogy a király számára kínos volt a Rufolók teljes hatalma a pénzügyek és a kereskedelem felett. Ezzel kezdődött meg a Rufolók hanyatlása és velük együtt Ravello hanyatlása is, tekintve, hogy a család tagjai voltak a település legbőkezűbb patrónusai.
A család tér- és vagyonvesztésének következtében a királyság egyedüli központja Nápoly maradt. A családtagok szétszóródtak, más nemesi családokba házasodtak be. Noha a művészet támogatásával nem hagytak fel, Ravellóban tulajdonképpen semmilyen művészi kezdeményezést nem támogattak. Számos kisebb templom és kápolna építését pénzelték, elsősorban Nápolyban és Scalában. Ravello elszegényedése és elnéptelenedése a 16. században érte el kritikus időszakát, amikor egy korabeli népszámlálás adatai szerint a lakatlan házak száma (246) több volt, mint a lakott házak száma (232). Ebből is látszik, hogy mekkora hatással voltak a Rufolók Ravello életére

### Hanyatlása és újrafelfedezése
A szicíliai vecsernye idején Ravellót francia csapatok foglalták el, és a település csak 135 uncia arany kifizetése után nyerte vissza függetlenségét. Giovanni Frezza vezetésével és Durazzói László nápolyi király támogatásával a ravellóiak visszafoglalták Scalát is, amely a vecsernye idején az Anjou-kat támogatta.
A 14. századtól kezdődően az Amalfi-part vidéke, így Ravello is, gazdasági hanyatlásnak és elnéptelenedésnek indult. Ehhez hozzájárult még a nemesi családok áttelepedése a Nápolyi Királyság más központjaiba (Nápoly, Salerno), illetve az 1343-as katasztrofális erősségű vihar, amely megrongálta szinte az összes épületet. Ravellóban jelentősen lecsökkent a nemesi családok által támogatott művészi kezdeményezések száma.
A 17. században Chiarelli püspök idején Ravello egy rövid ideig ismét virágzásnak indult, azonban a század végén a lakosság nagy részét pestisjárvány pusztította el, ami tovább gyorsította a település hanyatlását.
1818-ban felszámolták a ravellói érsekséget és Ravellót Scalával együtt Amalfi érsekének rendelték alá. A 18. század végén és a 19. században Ravellót ismét felfedezték. Számos külföldi művész időzött a településen, amely hamarosan a nagy olasz körút egyik kötelező állomása lett. Richard Wagner 1880. január 4. és október 3. közötti hosszú olaszországi tartózkodása alatt a Villa Rufolo kertjében ráismert Klingsor varázskertjének mintaképére. Fekvésének köszönhetően Ravellót számos híresség választotta ideiglenes lakhelyéül, illetve nyaralóhelyéül, így többek között: Giuseppe Verdi, Arturo Toscanini, Virginia Woolf, John Maynard Keynes, André Gide, Edvard Grieg, David Herbert Lawrence, Maurits Cornelis Escher, Paul Valéry, Leopold Stokowski, Greta Garbo, Igor Stravinsky, Graham Greene, Eduardo de Filippo, Truman Capote, John Huston, Gina Lollobrigida, Humphrey Bogart, George Sanders, Maurice Rostand, Curzio Malaparte, Winston Churchill, Ingrid Bergman, Roberto Rossellini, Emilio Vedova, Totò, Federico Fellini, John Kennedy, Vittorio Gassman, Romy Schneider, Corrado Alvaro, Barbra Streisand, Mia Martini, François Mitterrand, Uto Ughi, Gore Vidal, Leonard Bernstein, Giovanni Spadolini, Domenico Rea, Zubin Mehta, Peter O’Toole.

## Népessége
Ravellót 2008. december 31-én 2508-an lakták, ebből 1223 férfi, 1285 nő.
A népesség kor szerinti megoszlása:
- 14 év alatt: 337 fő,
- 15–64 év között: 1653 fő,
- 65 év felett: 518 fő.

Ravellóban 2008. december 31-én 45 bevándorlót tartottak számon.
A népesség számának alakulása:

## Gazdasága

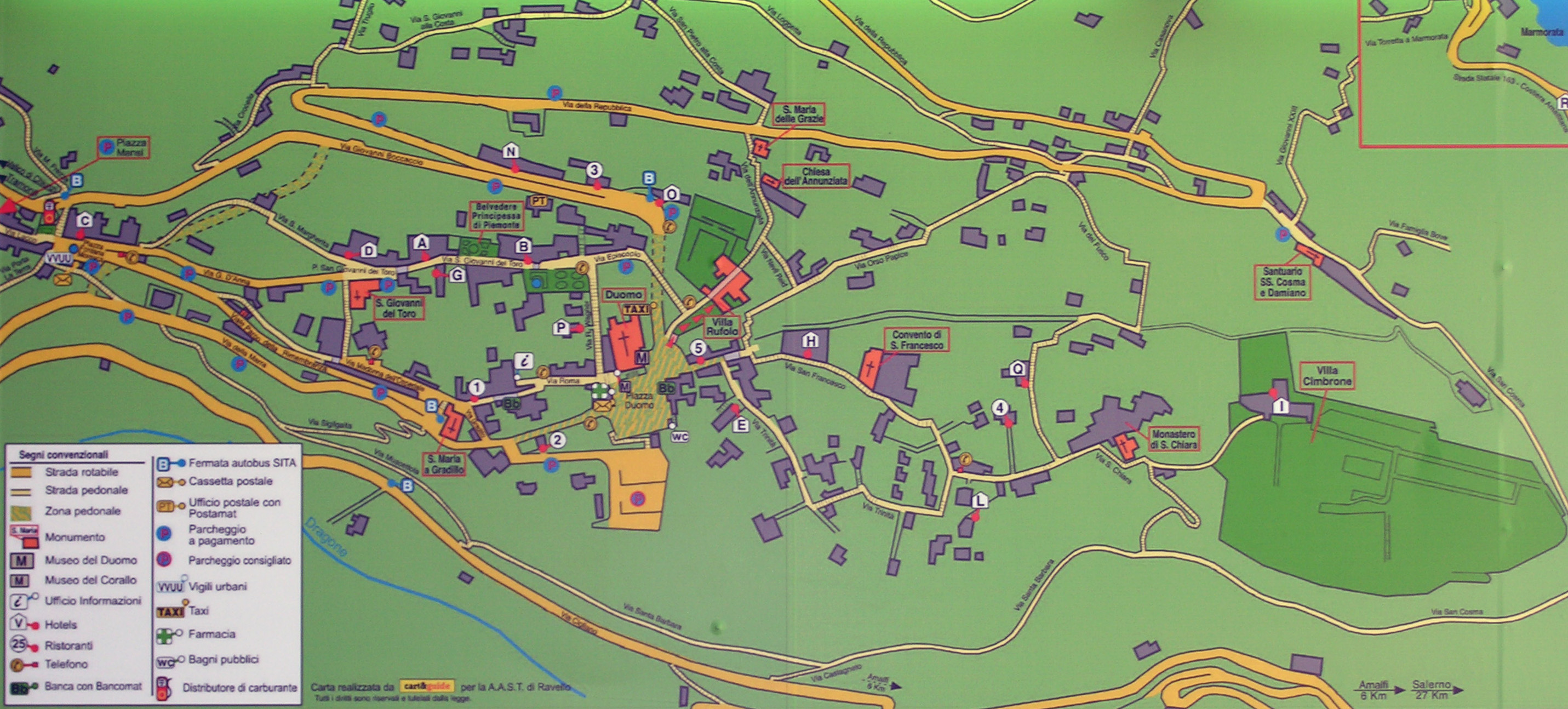
Ravello térképe

Napjainkban a helyi gazdaság elsősorban a mezőgazdaságra és a turizmusra alapoz. A megművelt terület 52%-án szőlőt, 33%-án pedig déligyümölcsöket termesztenek. A meredek terep miatt elsősorban kézi munkával művelik a földeket, a gépesítettség mértéke alacsony. A mezőgazdaság művelését nehezíti, hogy a téli hónapok során a tenger felől érkező szelek elleni védelemként az ültetvényeket ponyvázni kell. A 20. század második felében drasztikusan, közel 42%-kal lecsökkent a mezőgazdasági termeléssel foglalkozók száma. Vezető gazdasági ágazatként helyét a turizmus vette át, köszönhetően fekvésének, illetve látnivalóinak.  Az 1900-as évek első felében elsősorban a társadalmi elit számára jelentett turisztikai célpontot, ennek bizonyítéka az a számos híresség, akik a településen megfordultak. A 20. század második felében megnőtt a Ravellót látogatók száma, ez részben köszönhető volt a főutat Ravello központjával összekötő alagútnak, illetve az Amalfi-part mentén kanyargó autóút kiépítésének. Turisztikai fellendülését elősegítette, hogy 1953 óta Wagner Fesztivált rendeznek Ravellóban, illetve az, hogy 1983 óta a egyetemi intézet működik a Villa Rufolóban. A turisták száma 1965 és 1987 között jelentősen, közel 136%-kal nőtt. Napjainkban enyhén csökken a látogatók száma. Az ide látogatók 45%-a külföldi állampolgár. A szolgáltatási szektorban jelenleg a lakosság 56%-a, a mezőgazdaságban 18%-a dolgozik, 26%-át pedig az ipar foglalkoztatja. Az iparban foglalkoztatottak legnagyobb része a község területén kívül dolgozik, ugyanis Ravellóban nincsenek ipari üzemek, csak kis kerámia- és kézművesműhelyek.

## Látnivalók

### Duomo

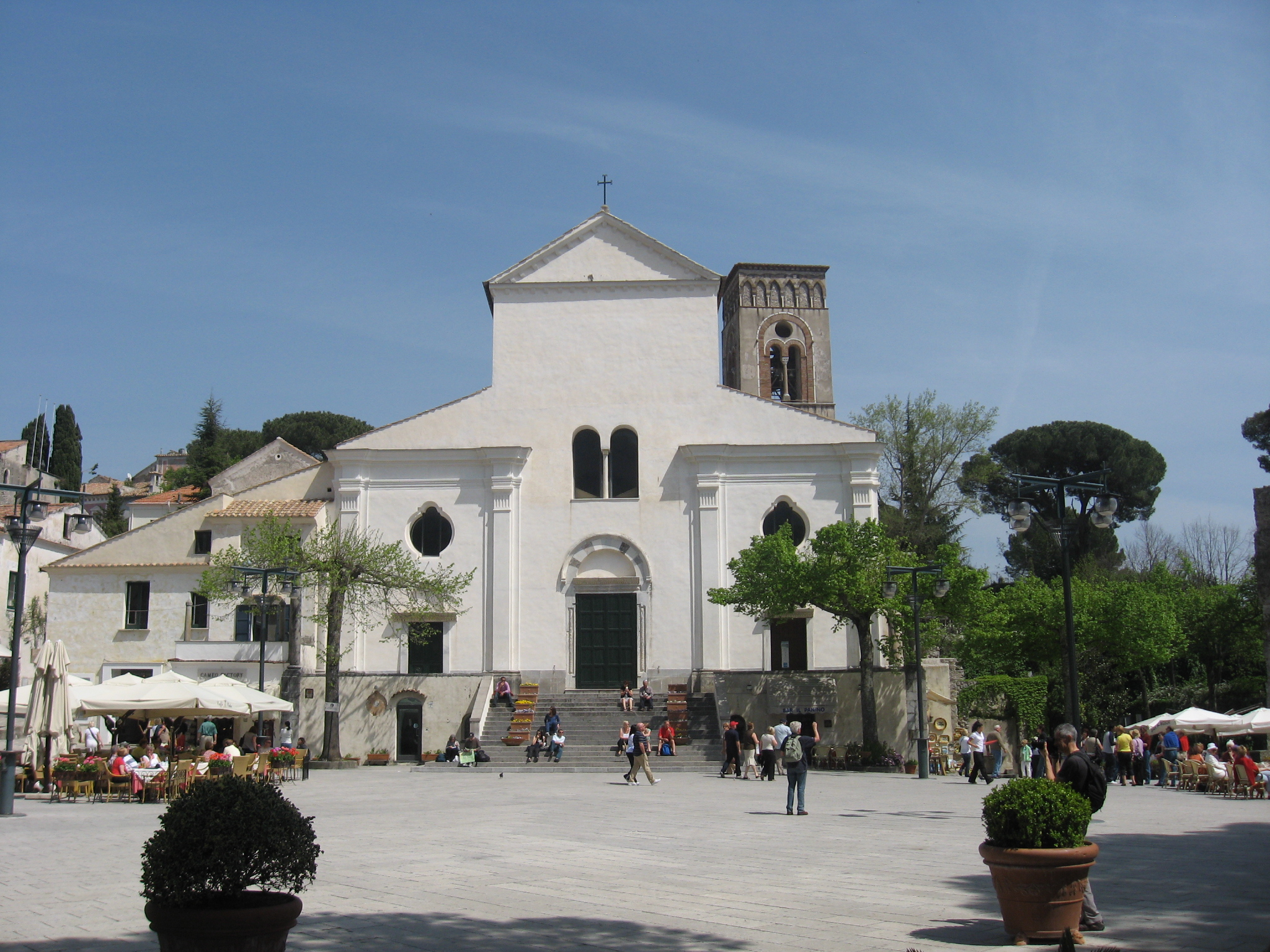
A ravellói dóm

A ravellói dóm (olasz nyelven duomo) uralja a város főterét, amely a 11. században épült, Orso Papicio a város első püspökének megbízásából és Nicolò Rufolo gazdag kereskedő támogatásával. Homlokzata, amelyet 1931-ben restauráltak, a barokk és a román stílus jegyeit egyaránt magán viseli. A templom harangtornya a 13. században épült. A dómot Szent Pantaleon, a város védőszentjének tiszteletére emelték. Apszisának bal oldali részében egy kápolna áll, ahol a szent vérét őrzik ampullákban. Minden évben, a szent ünnepnapján, az amúgy szilárd halmazállapotú vér cseppfolyósodik, és ennek tiszteletére a lakosok nagy ünnepséget rendeznek.  A templombelsőt a 18. században barokkosították. A főoltár 1795-ben készült fehér márványból. A 20. század végi restaurálási munkálatok során helyreállították az eredeti díszítések nagy részét, viszont a kereszthajóban meghagyták a barokk díszítést.
A ravellói dóm érdekessége a szószék, amely 1272-ben készült el.  A Szent-Pantaleon kápolnát 1617-ben építették Michele Bonsio püspök megbízásából. Ezt később, 1743-ban és 1782-ben, kibővítették. Itt helyezték el a szent vérét tartalmazó ampullákat. A vércsodát 1112 óta dokumentálják.

### Villa Rufolo

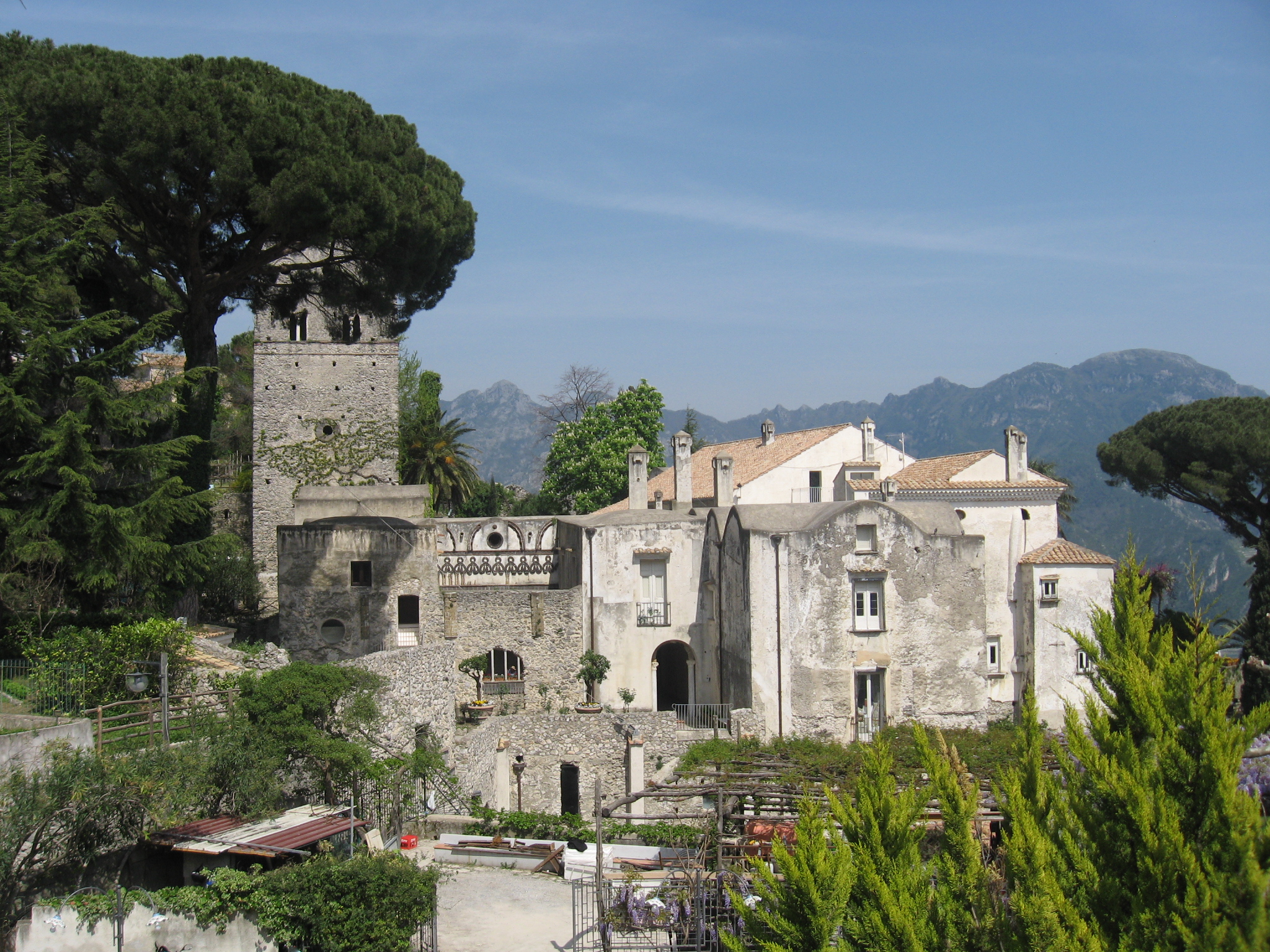
A Villa Rufolo látképe

A Villa Rufolo, a Rufolo család egykori rezidenciája képezi a település magvát, s ma Ravello legfőbb látványossága. Ravello déli részén áll, szemben a Toro-negyeddel, amelyben a 11–12. században a nemesség házai álltak. Az épületegyüttest a székesegyház és az előtte elterülő tér választja el a Torótól. A rezidencia nagy része Nicola Rufolo ideje alatt épült 1250–1283 között. A Rufolók bukása után a családnak sikerült megtartania az épületet a 14. századig, az utolsó lakója valószínűleg Pellegrino Rufolo, Ravello püspöke volt (meghalt 1401-ben).
A család kihalása után a villa a Confalone, majd a Muscettola, a 19. században pedig a D’Afflito család birtokába került át. 1851-ben a skót Francis Neville Reid vásárolta meg, és Michele Ruggiero vezetésével restauráltatta. Reid és felesége állították helyre az épületeket és a kertet. A villa később átkerült a Licata család birtokába, majd pedig a Salerno Megyei Turisztikai Hivatal felügyelete alá. Az arab, szicíliai és normann építészeti elemekkel tarkított, 13. században épített komplexum ma a Ravello Alapítványnak, a Ravello Fesztiválnak és az Európai Kulturális Örökség Központjának ad otthont.
Az épületegyüttes ma szabálytalan alakú, kb. 8000 m²-es területen fekszik. A komplexum központját összefüggő épületek alkotják, amelyek egy központi udvar körül csoportosulnak. Mellettük számos kisebb-nagyobb épület áll szétszórva a területen. A több évszázados elhanyagoltság miatt az épületek eredeti alakja nem rekonstruálható teljes egészében.
A villát, akárcsak a korabeli többi nemesi rezidenciát, megerősítették. Annak ellenére, hogy a Villa Rufolót egy méter vastag és három méter magas kőfal veszi körül, védelmi szerepe megkérdőjelezhető, ugyanis a gyenge építési technikának köszönhetően könnyen lerombolható volt. Valószínűsítik, hogy építésének oka a villa szomszéd épületekből való kiemelése volt, ezáltal kihangsúlyozva a nemesi család társadalmi pozícióját.

### Villa Cimbrone

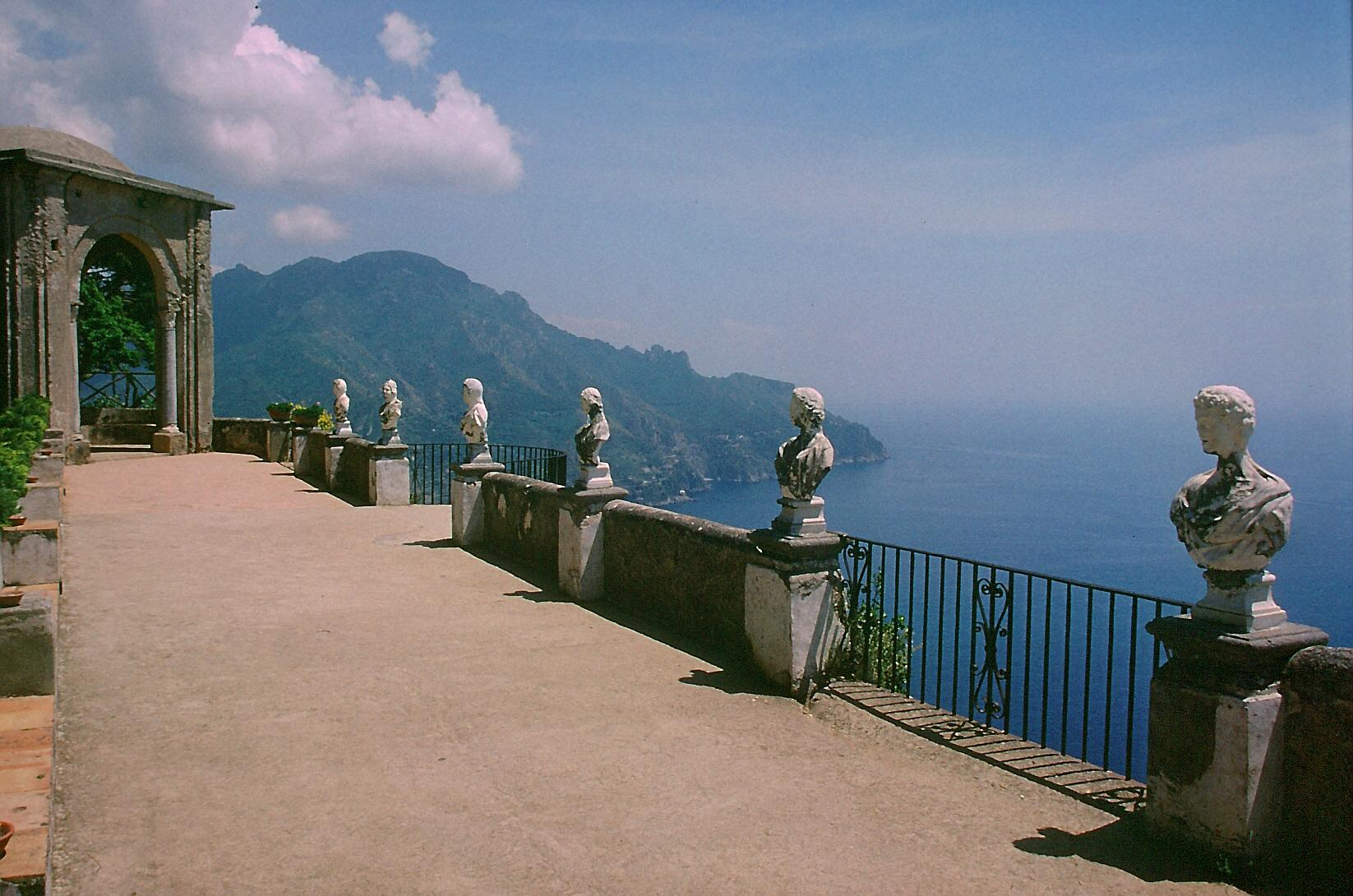
A Végtelenség terasza

Már a rómaiak is ismerték a ravellói sziklán elterülő hat hektáros erdőt, a cimbroniumot, amelynek fáit hajóik építéséhez használták fel. Az első villa ezen a helyen a 11. században épült fel az Acconciajoco nemesi család számára, akik az épületnek a Villa Patrizia nevet adták. A villa a későbbiekben a gazdag Fusco patríciuscsalád birtokába került, majd a Pitti család szerezte meg. Őket a D’Angiòk, majd a Sassók követték. A területért nem csak stratégiai szempontok miatt (könnyen védhető szikla tetején fekszik), hanem gazdasági szempontok miatt is versengtek, ugyanis a terület nagy része lapos, termékeny talajjal, ami a sziklás Ravellóban nagy kincsnek számított. A villa és a környező liget a 18–19. században pusztulásnak indult, majd elnéptelenedett. A 19. század végén fedezték fel ismét, mégpedig Ernest William Becket, Lord Grimthorpe, aki itáliai körutazása során érkezett az Amalfi-partra. Az angol lord 1904-ben megvásárolta a telket és a romos állapotban levő villát, és megbízta Nicola Mansi helyi építészt a birtok felújításával. Annak ellenére, hogy megőriztek néhány korábbi kertépítészeti elemet, mint például a Fusco család idejéből származó központi sétányt, a birtokot a kor angolkert építészetének szabályai szerint alakították át. Az ókori emlékek hatására pedig elnevezték Villa Cimbronénak

### San Giovanni del Toro-templom

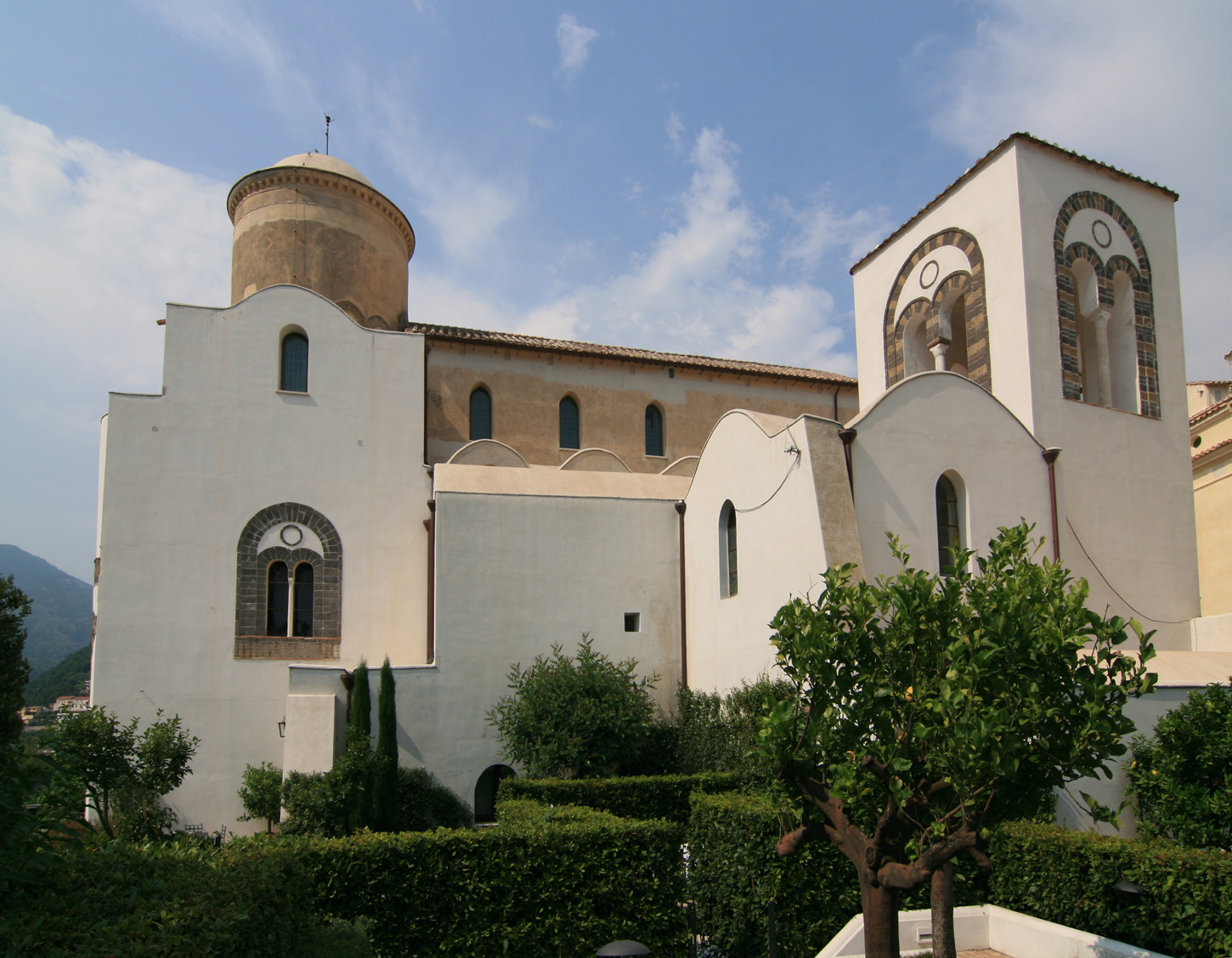
San Giovanni del Toro-templom

A San Giovanni del Toro-templomot 1018-ban alapították a Pironti, Muscettola és Rogadeo nemesi családok, valószínűleg egy korábbi templom helyén. Neve onnan származik, hogy építésekor a telek a Toro család birtoka volt. A templomban megtalált emlékek (berendezési tárgyak, freskók, temetkezési márványlapok) arra utalnak, hogy a San Giovanni del Toro kb. 1450-ig fontos szerepet játszott Ravello vallási életében. Noha 1018-ban alapították, az 1100-as években máris jelentősen átépítették, valamint a fennmaradt dokumentumok tanúsága szerint 1276-ban újra felszentelték. A számos átalakítás ellenére megőrizte zord építészeti formáit, amiket a III. Viktor pápa idejében történt átépítések során kapott.

### Santa Maria a Gradilo-templom
A Santa Maria a Gradillo (Szűzanya-templom) egyike Ravello legrégebbi templomainak. A 12. század elején épült román és arab stílusjegyek ötvözésével. Létrejöttét és hírnevét a helyi nemeseknek köszönheti, aki szívesen tartották itt esküvőjüket valamint gyerekeik keresztelőjét. A 18. század elején barokkosították, ekkor nyerte el mai formáját, illetve ekkor épült meg harangtornya. A 18. században leomlott az átriuma, és a tetőszerkezet is veszélyesen meggyengült, ekkor építették a főoltárt elválasztó támfalat.

### Palazzo Confalone
A Palazzo Confalone egy 12. században épült nemesi palota. Ma szálloda működik benne (Hotel Palumbo). Híres vendégei között találhatók olyan személyiségek, mint Paul Valéry, Maurice Rostand, Curzio Malaparte és Truman Capote. Kiemelkedő irányítója és tulajdonosai között Pasquale Vuilleumier munkássága minden addigit felülmúlt: ő alakíttatta át a helyiségek elrendezését és tervezte meg a középkori épületelemekkel összhangban lévő, mór, római és ókori görög stíluselemeket ötvöző új arcát az épületnek. A mór stílusú átrium, a díszítő kerámiák geometriai rajzolata mind a 12. századból való. A szálloda szobáinak ablakából csodálatos kilátás nyílik az Amalfi-partra. A Confalone hercegek otthonának antik értékei közé sorolhatók a majolikadíszek feliratos táblái, a koronás nemesi címer és az 1600-as években festett, Caravaggio iskolájának köszönhető óriás festmény is.

### Egyéb látnivalók

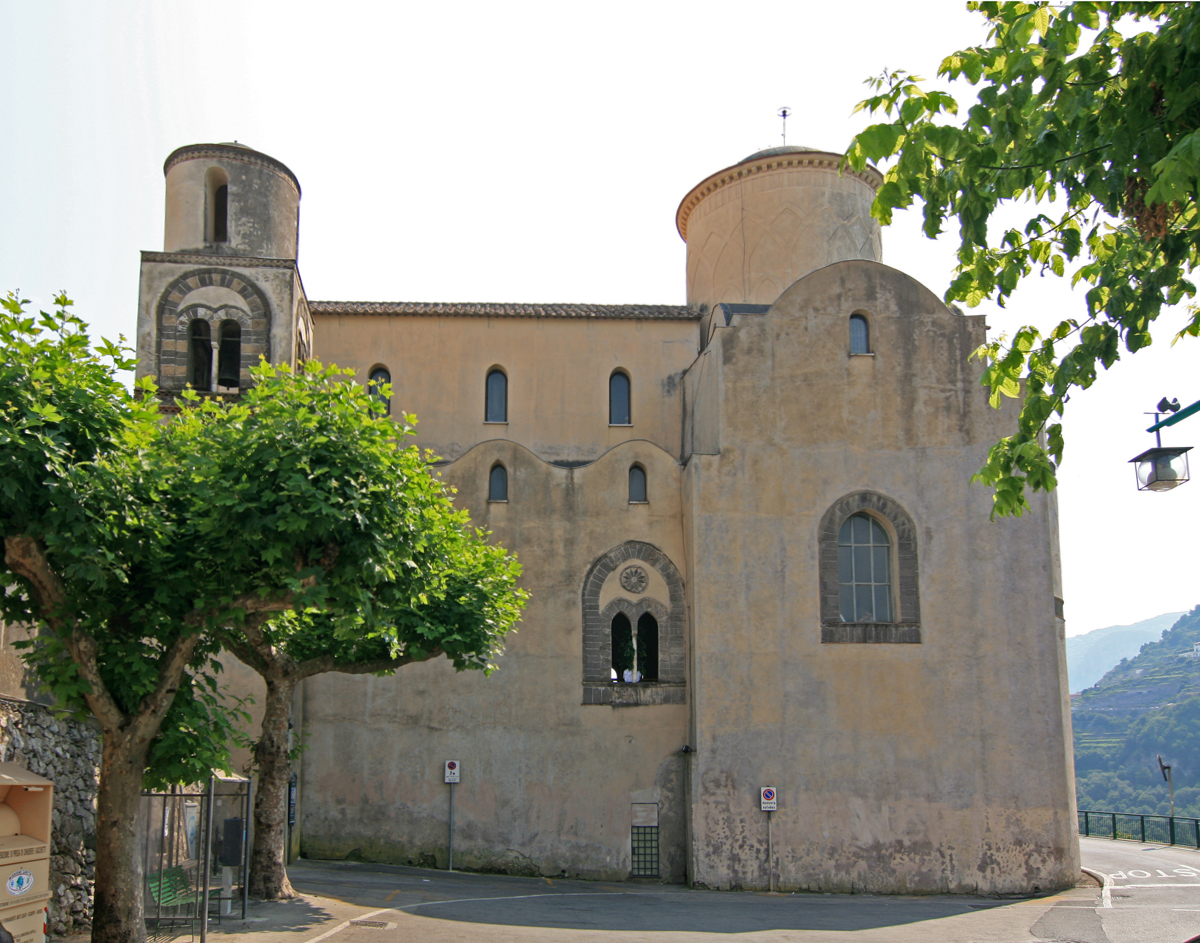
Santa Maria a Gradillo-templom

- Santa Clara (Szent Klára-templom) – 13. századi, román stílusú templom, pronaosszal. Majolika padlója a 18. századból származik. Az egyetlen olyan templom az Amalfi-parton, amelyben megőrizték a nők galériáját.[30]
- San Francesco (Szent Ferenc-templom) – Gótikus stílusban megépült eredetileg kéthajós templom, nyolc oldalkápolnával. A 18. században teljesen átalakították, belsőjét egyhajóssá alakították át, ekkor kapta barokkos díszítéseit is. A főoltár alá helyezték örök nyugalomra Szent Bonaventurát, aki 1711-ben Potenzában hunyt el.[30]
- Ospedale (Menhely-templom) – A 12. században sziklaszirtre épült templom a nevét onnan kapta, hogy egy szegények otthona mellett épült. Korábban Sant’Angelo-templom néven ismerték. Belsőjét a velencei iskola ismeretlen művészeinek festményei díszítik.[30]
- Santissima Annunziata-templom (Angyali Üdvözlet-templom) – A háromhajós templom a 12. században épült román stílusban a nápolyi királyi udvar megbízásából. Később a Fusco nemesi család birtokába került.[30]
- San Pietro alla Costa (Szent Péter-templom) – A 18. században épült barokk stílusban egy korábbi bazilika helyén, amely valószínűleg egyike volt Ravello legrégebbi templomainak. A feljegyzések szerint a 16. században omlott össze.[30]
- Palazzo d’Afflitto– A nemesi palota a 11. században épült a d’Afflitto család számára. Ma csak részben áll, benne szálloda működik.[13]
- Casa di Tolla– A 11. században épült nemesi palotában ma a városháza működik.[13]

## Múzeumok
- Museo del Duomo – Ravello legfőbb  múzeumát a dóm jobb oldalán álló házba rendezték be. A gyűjtemény elsősorban egyháztörténeti jellegű. A legértékesebb műtárgyak közé tartozik Sigilgaita Rufolo márvány mellszobra, a 15. századi ereklyetartók, a 13. századi mozaikok, amelyek a templom restaurálása során kerültek elő, valamint egy 1340-ből származó márvány szarkofág.[31][32]
- Museo del Corallo – 1986-ban nyitották meg és korallokat, valamint korallokból készült műtárgyakat mutat be.[33]
- Museo delle antichità – A Villa Rufolo egyik épületében berendezett múzeumban római és középkori leletek láthatók.

## Hagyományok
- Szent Pantaleon ünnepe – Ravello védőszentjének ünnepnapja, július 27-én. Ekkor nagyszabású templomi ünnepséget és utcai kirakodóvásárt rendeznek.
- Madonna Addolorata di Torello ünnepe – Minden évben, szeptember második vasárnapján rendezik meg Torellóban. A nagyszabású templomi ünnepséget látványos tűzijáték kíséri.

## Kulturális események

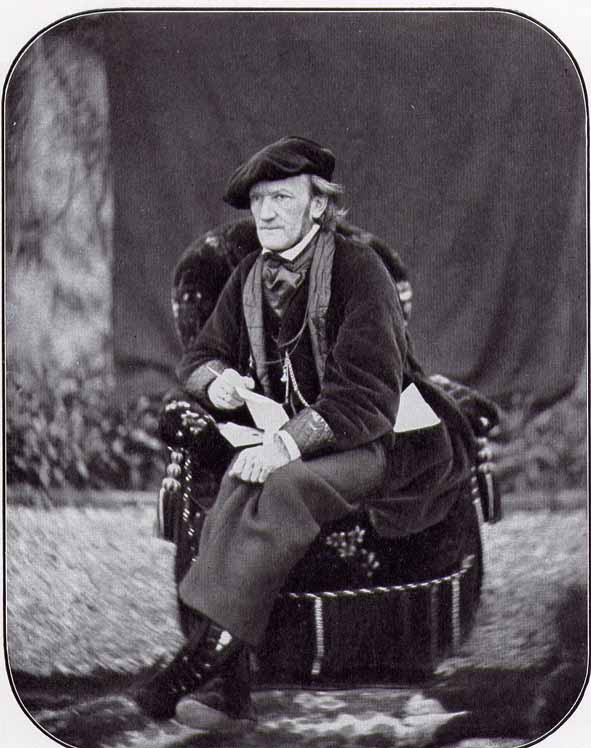
Richard Wagner

Richard Wagner és felesége, Cosima, fiukkal, Siegfrieddel Nápolyból tett kirándulása 1880. május 25. és 27. között maradandó élményt nyújtott a családnak, és még maradandóbbat a muzsika kedvelőinek. Wagner bevonult Ravellóba, és ha csak néhány napra is, de megpihent a nyüzsgő nápolyi napok után. Cosima Liszt naplójegyzetei alapján ismert, hogy a Hotel Cappucini teraszáról eléjük táruló panoráma visszahozta férje jókedvét, ami csak fokozódott Ravellóba érkezésükkor. A tengerpart fölött húzódó városka, Klingsor kertjének atmoszférája a végtelenbe nyúló, mesés tájjal párosultan ihletet adott Wagnernek, aki ezt írta naplójába: „Megtaláltam a Parsifal második részét.” A jegyzethez tartozik, hogy Wagner érzékeny szellemiségére szintén nagy hatással volt a találkozás a dél-itáliai zene képviselőivel, valamint a Nietzschével való barátsága, aki szintén járt itt és Amalfiban is. Állítólag az ő szellemiségének és a Ravellóban töltött időnek köszönhető, hogy a Parsifal a legsikeresebb művei közé tartozik. Az első Wagner-fesztivált 1932-ben rendezték meg, a firenzei Maggio Musicale fesztivál mintájára. A helyszín a Villa Rufolo kertje, ahová minden nyáron egy ideiglenes színpadot építenek, amely átnyúlik a sziklafalon, és látszólag a semmiben áll.

## Híres ravellóiak
- Francesco D’Andrea (1625–1698), jogász, filozófus
- Potenzai Szent Bonaventura (1651–1711), boldoggá avatott püspök
- Federico Cassitto (1776–1853), politikus, író
- Raffaele Cassitto (1803–1873), politikus
- Aleardo Villa (1865–1906), festőművész, grafikus

## Megközelítése
Ravellót menetrend szerinti buszjárat köti össze Salernóval és Amalfival. Autóval az S163-as jelzésű úton közelíthető meg, amely Salernónál ágazik le az A3-as autópályából és végighalad az Amalfi-part mentén.